# Ștorobăneasa, Teleorman
Ștorobăneasa este satul de reședință al comunei cu același nume din județul Teleorman, Muntenia, România. La recensământul din 2002 avea o populație de 1.972 locuitori.